# Ghost Therapy
Pour plus de détails, voir Fiche technique et Distribution.
Ghost Therapy (The Civil Dead) est une comédie américaine réalisée par Clay Tatum et sortie en 2022. Il s'agit du premier long métrage du réalisateur.

## Synopsis
Bien qu'il mène une vie mondaine avec sa femme Whitney à Los Angeles, Clay est un artiste photographe solitaire et à la dérive, qui passe le plus clair de son temps à boire des bières sur son canapé. Sa femme finit par lui conseiller de sortir, de voir du pays, pour retrouver talent et inspiration. Ce qu'il découvre dans ce monde si nouveau pour lui, va modifier la trajectoire de son existence d'une façon surprenante.

## Fiche technique
Sauf indication contraire, les informations mentionnées dans cette section peuvent être confirmées par la base de données cinématographiques IMDb,  présente dans la section « Liens externes ».
- Titre : Ghost Therapy
- Titre original : The Civil Dead
- Réalisation : Clay Tatum
- Scénario : Clay Tatum et Whitmer Thomas
- Musique : Max Whipple
- Costumes : Kaysie Bergens
- Photographie : Joshua Hill
- Montage : Clay Tatum
- Production : Clay Tatum et Whitmer Thomas
- Société de production :
- Sociétés de distribution : Damned Distribution (France)
- Pays de production :  États-Unis
- Langue originale : anglais
- Format : couleur — 2,39:1
- Genre : comédie
- Durée : 104 minutes
- Dates de sortie :
  - États-Unis : 27 janvier 2022 (Slamdance Film Festival (en)) ; 3 février 2023 (sortie nationale)
  - France : 1er février 2023

## Distribution
Sauf indication contraire, les informations mentionnées dans cette section peuvent être confirmées par la base de données cinématographiques IMDb,  présente dans la section « Liens externes ».
- Clay Tatum : Clay
- Whitmer Thomas : Whit

## Accueil

### Accueil critiques
En France, le site Allociné donne la note de 3,2⁄5, après avoir recensé et interprété 10 critiques de presse.
Pour Frédéric Foubert (Première), le film « tire un peu à la ligne mais révèle deux personnalités marrantes, très attachantes : Clay Tatum (également réalisateur) et Whitmer Thomas, par ailleurs tous les deux auteurs de « comedy specials » et de séries animées totalement inconnues sous nos latitudes. C'est le moment de faire leur connaissance. ».
« Prototype de cinéma indépendant réalisé avec une poignée de dollars », Jacques Morice (Télérama) estime que le film ne « manque ni de charme ni de loufoquerie. Parfois bancal mais globalement original, le film distille de jolies choses sur l'amitié, à la fois féconde et encombrante. ».